# Toynbee Hall
Toynbee Hall er en efter initiativ af præsten Samuel A. Barnett 1884 grundlagt institution for social undersøgelses- og oplysningsvirksomhed i Londons østlige proletarkvarterer.
Ved hjælp af et af Arnold Toynbees venner og elever dannet fond ombyggedes for dette øjemed en gammel industriskole, beliggende i Commercial Street, Whitechapel. Op til tyve alumner kunde her få plads for at drive praktiske og teoretiske studier af millionbyens fattigforhold og samtidig deltage i det sociale arbejde. Endvidere ydedes der fri retshjælp. Anstalten indeholder forelæsningssale, bibliotek, laboratorier og rekreationsrum etc., og der holdes foredrag, kursus, oplæsninger, koncerter m. v.